# Condado de Hawaii
O Condado de Hawaii (em inglês:  Hawaii County, raramente escrito Condado de Havai ou Condado de Havaí) é um dos cinco condados do estado americano do Havaí. A sede e maior cidade do condado é Hilo.
O condado possui uma área de 13 173 km², dos quais 10 433 km² estão cobertos por terra e 2 739 km² por água, uma população de 185 079 habitantes, e uma densidade populacional de 17,7 hab/km² (segundo o censo nacional de 2010). É o segundo condado mais populoso do Havaí.